# Chalcionellus nubicus
Chalcionellus nubicus är en skalbaggsart som beskrevs av Rolf Martin Theodor Dahlgren 1972. Chalcionellus nubicus ingår i släktet Chalcionellus och familjen stumpbaggar. Inga underarter finns listade i Catalogue of Life.